# Joseph Sardou
Joseph Sardou, né le 25 octobre 1922 à Marseille et mort le 19 septembre 2009 à Rome, est un évêque catholique français, archevêque émérite de Monaco de 2000 à 2009.

## Repères biographiques
Joseph Sardou a été ordonné prêtre le 12 mars 1949.
Nommé archevêque de Monaco le 31 mai 1985, il succède à Mgr Charles-Amarin Brand, nommé archevêque de Strasbourg. Il est consacré le 30 septembre suivant par le cardinal Bernardin Gantin.
Il se retire pour raison d'âge le 16 mai 2000. Il a alors 77 ans. Mgr Bernard Barsi lui succède en tant qu'archevêque de Monaco.
Il meurt le 19 septembre 2009 à Rome où il s'était retiré.